# Сунуну, Крис
Кри́стофер (Крис) То́мас Суну́ну (англ. Christopher «Chris» Thomas Sununu; род. 5 ноября 1974 года, Сейлем, Нью-Гэмпшир) — американский политик, представляющий Республиканскую партию. Губернатор штата Нью-Гэмпшир с 5 января 2017 года по 9 января 2025 года. Сын бывшего губернатора Нью-Гэмпшира, главы администрации президента Джорджа Буша-старшего Джона Генри Сунуну и младший брат бывшего сенатора США от Нью-Гэмпшира Джона Эдварда Сунуну.

## Биография
Получил степень бакалавра наук инженерного дела в МИТ, генеральный директор компании Waterville Valley Resort, владелец и управляющий компании Sununu Enterprises, занимавшейся уборкой мусора.
2 ноября 2010 года избран прямым голосованием в состав Исполнительного совета Нью-Гэмпшира (совещательный орган при губернаторе штата). В 2011 году голосовал в этом Совете, состоящем из пяти человек, за выделение из бюджета штата средств на финансирование контракта с организацией Planned Parenthood, а в 2015 году — против, объяснив изменение своей позиции мнением избирателей, недовольных сведениями о том, что Planned Parenthood использует в проводимых ей научных исследованиях проблем планирования семьи ткани эмбрионов, полученные в результате абортов.

## Губернатор
Сунуну принял участие в намеченных на 13 сентября 2016 года республиканских праймериз за право выдвижения от партии на выборах губернатора. Политическую поддержку ему оказал губернатор Огайо Джон Кейсик (старший брат Сунуну — Джон — являлся консультантом и активным участником команды Кейсика в его борьбе за выдвижение от республиканцев на президентских выборах 2016 года). Поставленная перед Сунуну задача обладала особой значимостью, поскольку в предыдущих десяти выборах губернатора республиканцы победили лишь однажды.
8 ноября 2016 года победил на губернаторских выборах в Нью-Гэмпшире. Кроме того, в этот день республиканцы впервые за последние 12 лет вернули контроль над обеими палатами законодательного собрания штата.
6 ноября 2018 года переизбран с результатом 52,8 % (соперницей Сунуну была демократка Молли Келли).
3 ноября 2020 года Сунуну в третий раз победил на губенаторских выборах. Он набрал 65 % голосов против 33 % голосов, поданных за ближайшего соперника, демократа и лидера большинства в Сенате Нью-Гэмпшира Дэна Фелтеса.
Криса Сунуну характеризуют как умеренного республиканца или как умеренно либертарианского консерватора. Он придерживается фискального консерватизма и одновременно — социального либерализма.
В 2019 году Сунуну стал третьим по популярности губернатором штата США, с рейтингом одобрения в 65 %.
На президентских выборах 2020 года Сунуну поддержал Дональда Трампа, но 12 ноября того же года стал пятым республиканским губернатором, кто признал победу демократа Джо Байдена.